# Hypomecis sommerei
Hypomecis sommerei là một loài bướm đêm trong họ Geometridae.